# Cascades de Félou
Les cascades Félou es troben al riu Senegal, a 15 km riu amunt de Kayes, a l'oest de Mali. L'aigua cau 13 m per una sèrie irregular de graons rocosos. Les cascades marquen el punt més allunyat de la desembocadura del riu al qual s'hi pot arribar amb vaixell. El 2009 es van iniciar les obres per a la construcció de la central hidroelèctrica de Félou, una central hidroelèctrica de 62,3 MW que substitueix una petita central hidroelèctrica de 600 kW que data de la dècada del 1920.

## Descripció
Les cascades de Félou són un desnivell del riu Senegal, situades a Mali, a 16 km al sud-est de Kayes en direcció a Bafoulabé. El riu es forma 82 km més amunt, en la confluència dels rius Bakoye i Bafing. L'accés és fàcil a la sortida de Kayes.
El riu, d'una amplada de més de 1.000 metres amunt de les cascades, no fa més de 210 m avall després d'haver travessat un impressionant caos de roques. El cabal varia considerablement i pot passar de 3 m3/s al mes de maig, a 5.000 m3/s a l'octubre (valors extrems mesurats a la desembocadura).

## Importància històrica
Les caigudes d'aigua van ser històricament importants, ja que eren el punt més lluny del riu Senegal des de Saint Louis, al qual es podia arribar amb vaixell. A causa de la variació estacional del nivell de l'aigua, la navegació fins a les cascades només va ser possible durant uns mesos després de la temporada de pluges. Les forces franceses van fer ús del riu en la seva conquesta del Sudan al segle XIX. El 1855 Louis Faidherbe, el governador francès del Senegal, va construir un fort al poble de Médine, a 3 km aigües avall de les cascades, per reforçar el control francès del riu Senegal i actuar com a base de l'expansió cap a l'interior.

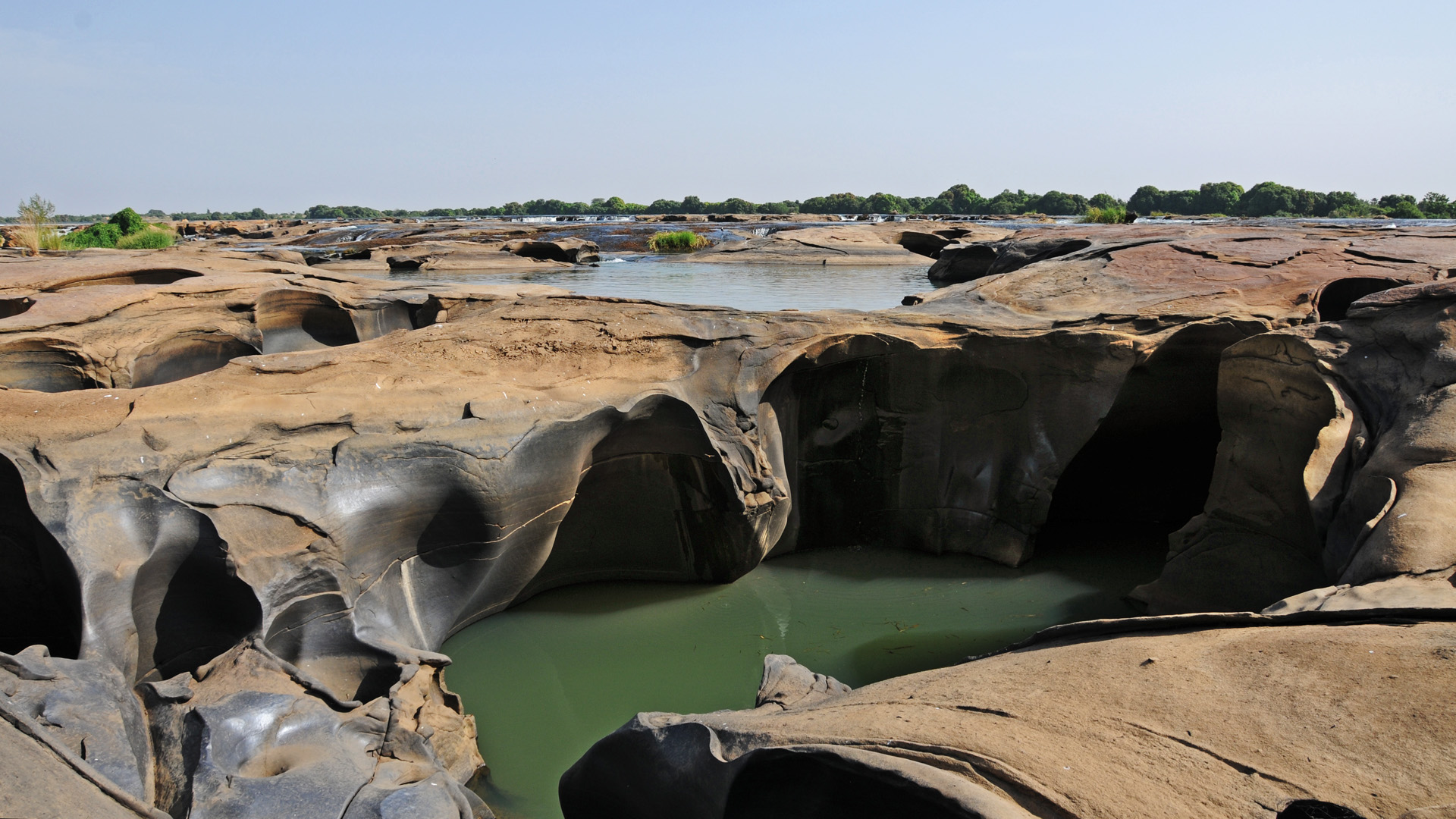
Cascades Felou
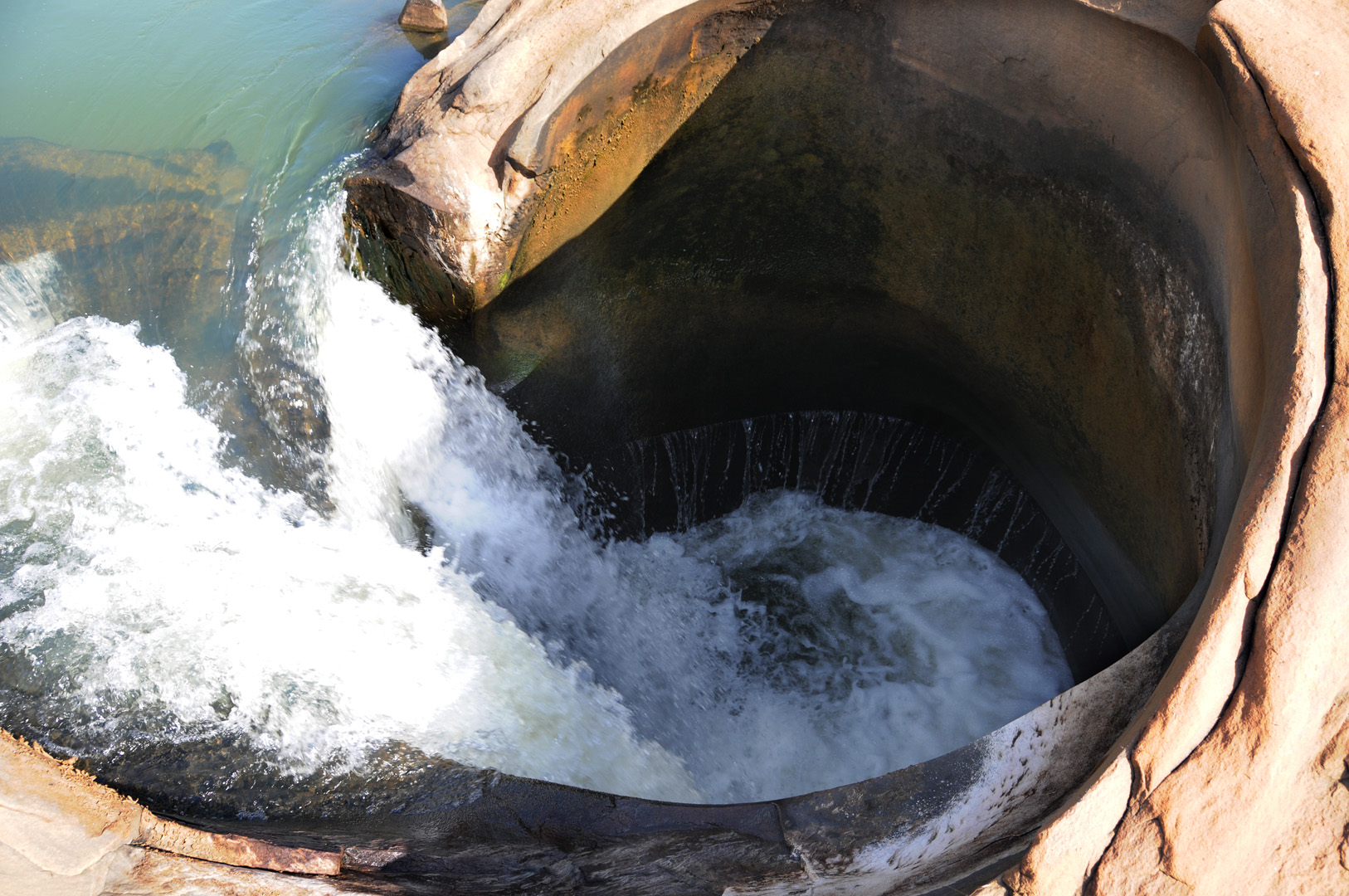
Cascades Felou

Actualment, només es fa un ús molt limitat del riu per al transport de mercaderies i passatgers. Diversos estudis han analitzat la viabilitat de crear un canal navegable de 55 m d'amplada entre la petita ciutat d'Ambidédi (Mali) i Saint-Louis (Senegal), una distància de 905 km. Donaria a Mali sense sortida del mar una ruta directa cap a l'oceà Atlàntic.

## Félou i el riu Senegal
El riu Senegal està format per la confluència dels rius Bakhoy i Bafing, a 82 km riu amunt de les cascades Félou, prop de la ciutat de Bafoulabé. Tant els rius Bakhoy com el riu Bafing tenen la seva capçalera a les terres altes de Fouta Djallon (Guinea), que reben fortes precipitacions entre juny i octubre durant el monsó africà occidental. Durant el període 1903-1980, de les aigües que arribaven a Félou cada any, 13 km³ provenien del Bafing, 4,6 km³ del Bakoye i 2,6 km³ de la conca aigües avall de Bafoulabé. La quantitat d'aigua al riu durant aquest període va ser altament estacional, amb el cabal més alt al setembre i gairebé sense cabal entre gener i juny. També hi va haver grans variacions interanuals del flux.

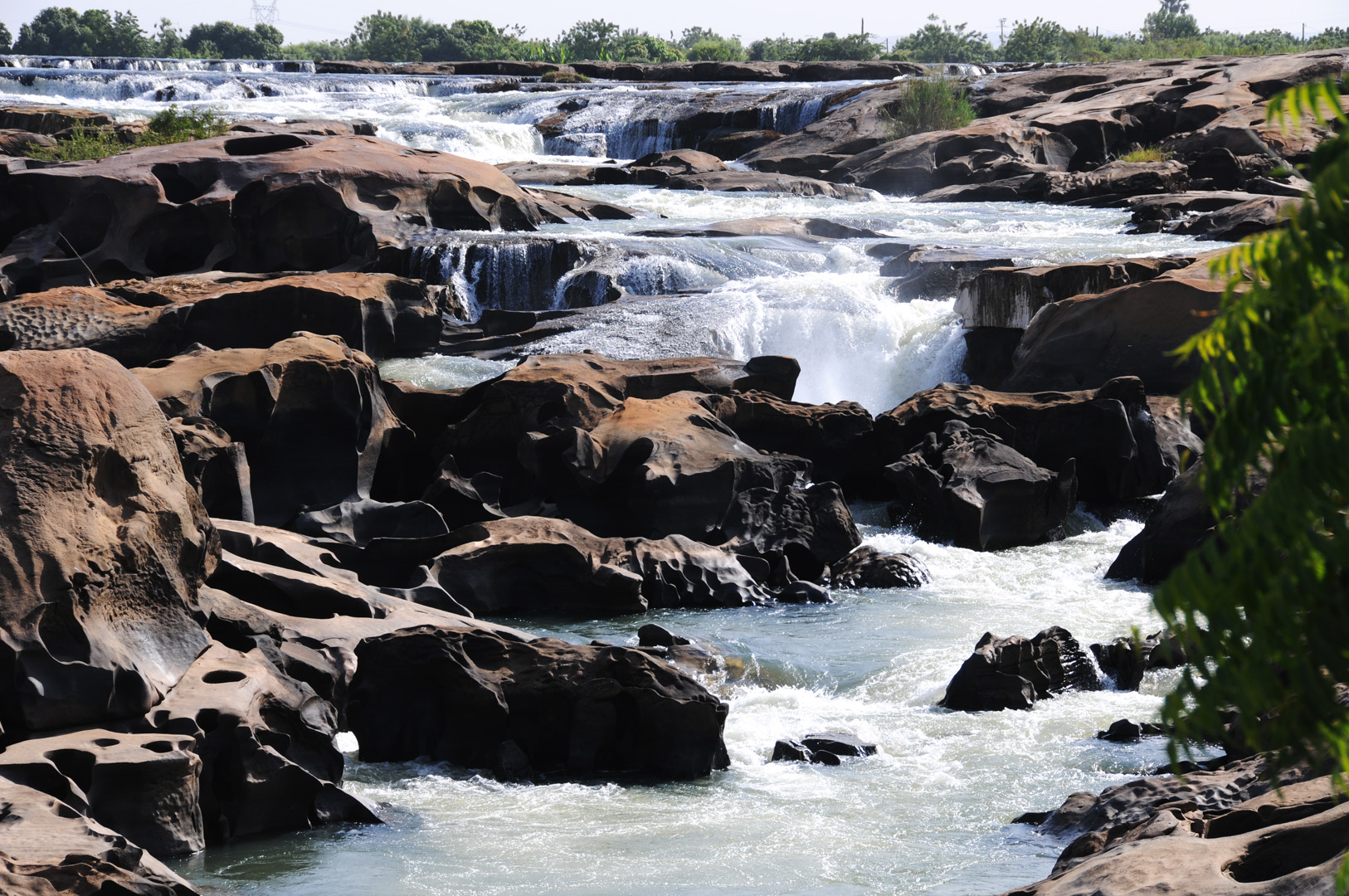
Cascades Felou
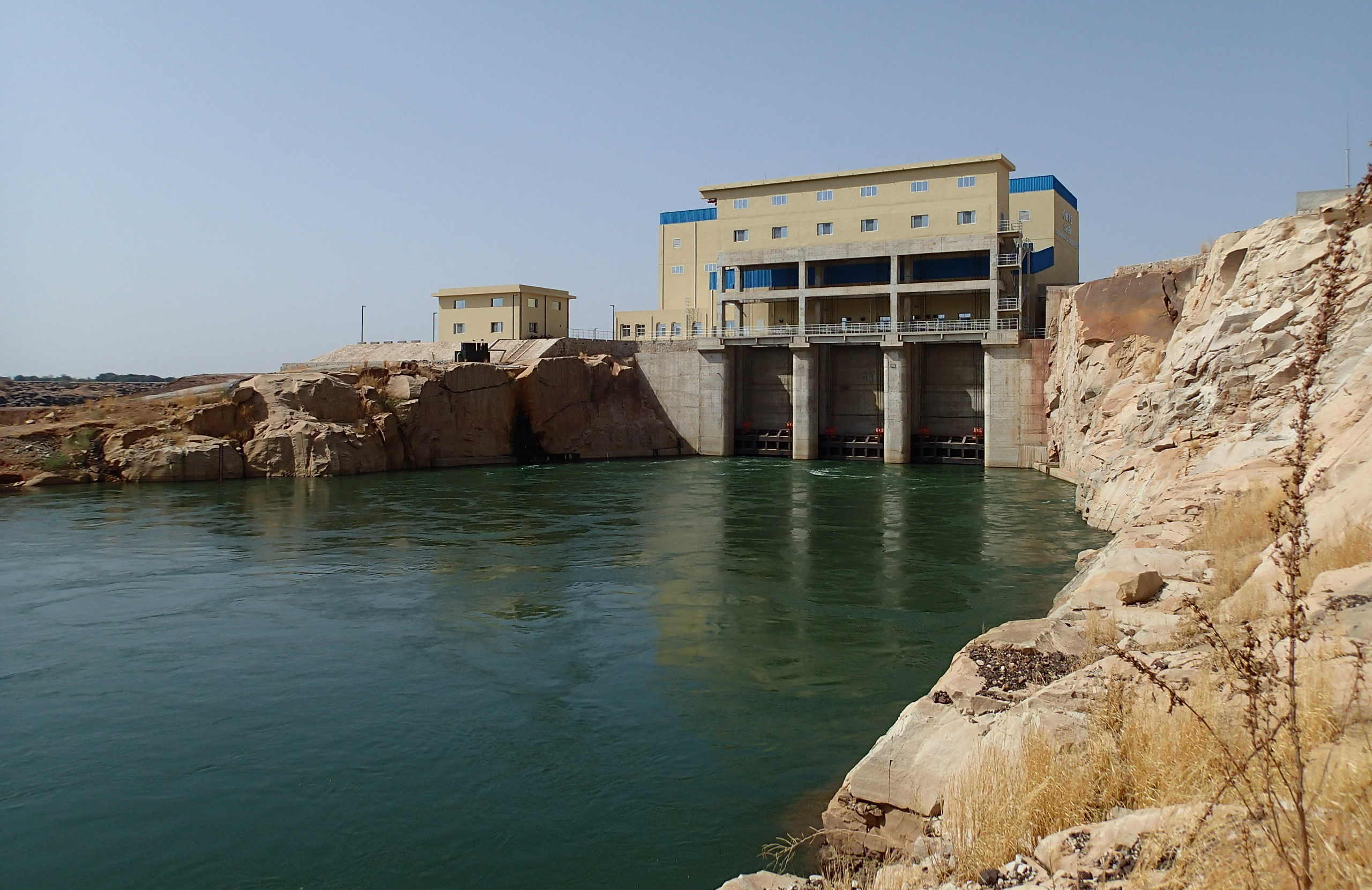
Central hidroelèctrica de Félou

El 1987, es va completar la presa de Manantali al Bafing, 90 km riu amunt de Bafoulabé i 200 km riu amunt de Félou. La presa conserva 11,3 km³ d'aigua que s'utilitza per generar electricitat durant l'estació seca. Com a resultat, s'ha reduït la intensitat de la màxima inundació aigües avall de la presa, però durant l'estació seca es manté un cabal d'entre 150 m3/s i 200 m3/s.

## La central hidroelèctrica
A la dècada del 1920, el govern colonial francès va construir un embassament i va instal·lar una petita central hidroelèctrica, a la vora d'un canal de derivació, del qual el cabal màxim és de 500 m3/s. La planta utilitzava 5 m3/s d'aigua (aproximadament un 1% del cabal) per moure un generador de 600 kW.
El 2009 es van iniciar les obres per construir la central hidroelèctrica de Félou, una central hidroelèctrica de 62,3 MW que substitueix la petita central hidroelèctrica de la dècada del 1920.